# Karate-Europameisterschaften 2017
Die 52. Karate-Europameisterschaften der European Karate Federation wurden vom 4. bis 7. Mai 2017 in İzmit in der Türkei ausgetragen. Insgesamt starteten 490 Teilnehmer aus 43 Nationen.

## Medaillen Herren

### Einzel
| Kategorie     | Gold            | Silber           | Bronze                            |
| ------------- | --------------- | ---------------- | --------------------------------- |
| Kata          | Damián Quintero | Ali Sofuoğlu     | Mattia Busato Roman Heydarov      |
| Kumite -60 kg | Kalvis Kalnins  | Marko Antić      | Dominik Imrich Angelo Crescenzo   |
| Kumite -67 kg | Burak Uygur     | Alexandr Gutnik  | Carlos Leon Valbuena Mario Hodzic |
| Kumite -75 kg | Luigi Busa      | Stanislaw Horuna | Erman Eltemur Gábor Hárspataki    |
| Kumite -84 kg | Uğur Aktaş      | Ivan Kvesic      | Denis Denisenko Timothy Petersen  |
| Kumite +84 kg | Simone Marino   | Enes Erkan       | Slobodan Bitevic Shahin Atamov    |

### Mannschaft
| Kategorie | Gold | Silber | Bronze |
| --------- | --- | --- | --- |
| Kata      | Spanien José Carbonell Sergio Galán Francisco Salazar                                                         | Italien Mattia Busato Alessandro Iodice Alfredo Tocco                                                              | Russland Maksim Ksenofontov Mehman Rzaev Emil Skovorodnikov Frankreich Lucas Jeannot Enzo Montarello Ahmed Zemouri |
| Kumite    | Türkei Uğur Aktaş Enes Erkan Gökhan Gündüz Rıdvan Kaptan Serkan Yağcı Alparslan Yamanoğlu Muhammet Ali Yılmaz | Frankreich Julien Caffaro Jessie Da Costa Logan Da Costa Steven Da Costa Marvin Garin Kenji Grillon Corentin Séguy | Kroatien Enes Garibović Anđelo Kvesić Ivan Kvesić Ivan Martinac Ante Mrvičić Alan Šurbek Zvonimir Živković Ukraine Valerii Chobotar Stanislaw Horuna Yaroslav Horuna Andriy Toroshanko Kostiantyn Tsymbal Ihor Uhnich |

## Medaillen Damen

### Einzel
| Kategorie     | Gold                 | Silber          | Bronze                              |
| ------------- | -------------------- | --------------- | ----------------------------------- |
| Kata          | Sandra Sánchez Jaime | Viviana Bottaro | Sandy Scordo Dilara Bozan           |
| Kumite -50 kg | Kateryna Kryva       | Duygu Bugur     | Serap Özçelik Bettina Plank         |
| Kumite -55 kg | Tuba Yakan           | Sara Cardin     | Anzhelika Terliuga Jovana Georgieva |
| Kumite -61 kg | Jovana Preković      | Lucie Ignace    | Merve Çoban Anita Serjohina         |
| Kumite -68 kg | Alisa Buchinger      | Alizee Agier    | Sanja Cvrkota Hafsa Seyda Burucu    |
| Kumite +68 kg | Laure Anne Florentin | Meltem Hocaoğlu | Hana Antunovic Ivanna Zaytseva      |

### Mannschaft
| Kategorie | Gold                                                                             | Silber                                                         | Bronze |
| --------- | -------------------------------------------------------------------------------- | -------------------------------------------------------------- | --- |
| Kata      | Italien Sara Battaglia Viviana Bottaro Michela Pezzetti                          | Frankreich Lila Bui Marie Bui Sandy Scordo                     | Türkei Dilara Bozan Rabia Küsmüş Gizem Şahin Spanien Gema Morales Margarita Morata Paula Rodríguez                                                          |
| Kumite    | Ukraine Kateryna Kryva Anastasiia Miastkovska Anita Serjohina Anzhelika Terliuga | Türkei Mücessem Buse Avcu Merve Çoban Serap Özçelik Tuba Yakan | Slowakei Veronika Semaníková Ingrida Suchánková Dominika Tatárová Jana Vojtikevičová Frankreich Alizée Agier Leïla Heurtault Lucie Ignace Alexandra Recchia |

## Medaillenspiegel
Ausrichter 
| Platz | Land           | Gold | Silber | Bronze | Gesamt |
| ----- | -------------- | ---- | ------ | ------ | ------ |
| 1     | Türkei         | 4    | 4      | 6      | 14     |
| 2     | Italien        | 3    | 3      | 2      | 8      |
| 3     | Spanien        | 3    | 0      | 2      | 5      |
| 4     | Ukraine        | 2    | 1      | 3      | 6      |
| 5     | Frankreich     | 1    | 4      | 3      | 8      |
| 6     | Serbien        | 1    | 1      | 2      | 4      |
| 7     | Österreich     | 1    | 0      | 1      | 2      |
| 8     | Lettland       | 1    | 0      | 0      | 1      |
| 9     | Russland       | 0    | 1      | 3      | 4      |
| 10    | Nordmazedonien | 0    | 1      | 1      | 2      |
| 11    | Deutschland    | 0    | 1      | 0      | 1      |
| 12    | Aserbaidschan  | 0    | 0      | 2      | 2      |
|       | Serbien        | 0    | 0      | 2      | 2      |
| 14    | Schweden       | 0    | 0      | 1      | 1      |
|       | Montenegro     | 0    | 0      | 1      | 1      |
|       | Ungarn         | 0    | 0      | 1      | 1      |
|       | Niederlande    | 0    | 0      | 1      | 1      |
|       | Kroatien       | 0    | 0      | 1      | 1      |
| Total | Total          | 16   | 16     | 32     | 64     |